# 桂恒山
桂恒山（1952年—），安徽肥西人，汉族，中华人民共和国政治人物、第十一届全国人民代表大会解放军代表。
毕业于中国人民解放军国防大学基本系，是中共党员。担任济南军区装备部副部长。2008年起担任全国人大代表。